# 胡鑰
胡鑰（1518年—？），字畏卿，號九皋，湖廣承天府潜江縣人，軍籍，明朝政治人物。

## 生平
嘉靖三十一年壬子科（1552年）湖廣鄉試第九十名舉人。嘉靖三十五年（1556年）中式丙辰科會試第二百三十三名，三甲第一百九十八名進士。吏部观政，授行人司行人。四十一年七月选授广西道試御史，四十三年河東巡盐。隆慶元年（1567年）正月升广东右参议。

## 家族
曾祖胡詳，衛知事；祖父胡瓉，南京國子監博士；父胡拱明，知州贈奉直大夫。前母李氏；母劉氏，贈宜人；繼母熊氏，封太宜人。